# Merrivale (Devon)
Merrivale – wieś w Anglii, w hrabstwie Devon, w dystrykcie West Devon. Leży 41 km na południowy zachód od miasta Exeter i 295 km na zachód od Londynu.